# Jerotej Pihuljak
Jerotej Pihuljak, ukrajinsky: Єротей Пігуляк, německy Hierotheus Pihuliak (17. října 1851 Mamajivci – 1924 Černovice), byl rakouský pedagog a politik ukrajinské (rusínské) národnosti z Bukoviny, na počátku 20. století poslanec Říšské rady.

## Biografie
Pocházel z rolnické rodiny. Vychodil pravoslavnou národní školu v Černovicích a reálnou školu ve Vídni. Absolvoval polytechniku ve Vídni. Už během studií se zapojil do ukrajinských spolků, byl členem organizace Sič. Profesí byl pedagogem. Byl gymnaziálním učitelem. Byl též členem zemské školní rady Bukoviny, v níž zastupoval zájmy ukrajinského školství. V roce 1884 se podílel na spolku Narodnyj dim a Ruská beseda v Černovicích. V roce 1906 se podílel na založení Rusínské národní rady v Bukovině.
Patřil mezi předáky ukrajinského národního hnutí v Bukovině. V letech 1890–1918 působil jako poslanec Bukovinského zemského sněmu.
Působil i jako poslanec Říšské rady (celostátního parlamentu Předlitavska), kam usedl ve volbách do Říšské rady roku 1901 za kurii všeobecnou v Bukovině, obvod Černovice, Kicman, Vyžnycja. Uspěl i v řádných volbách do Říšské rady roku 1907, konaných poprvé podle všeobecného a rovného volebního práva. Zvolen byl za obvod Bukovina 08.
V roce 1901 se uváděl coby mladorusín. Vstoupil pak do poslaneckého klubu Slovanský střed. V roce 1906 patřil do Rusínského klubu. Po volbách roku 1907 patřil do parlamentního Klubu bukovinských Rusínů. Náležel mezi hlavní postavy Ukrajinské národně demokratické strany.
Jeho bratrem byl umělec Justyn Pihuljak.